# Johann Frizen
Johann Frizen (* 16. November 1881 in Osenau; † 29. März 1947) war ein deutscher Kommunalpolitiker und ehrenamtlicher Landrat (CDU).

## Leben und Beruf
Nach dem Besuch der Volksschule und des Gymnasiums studierte er Landwirtschaft. Er promovierte und war danach als Landwirt tätig. Er war verheiratet und hatte drei Kinder.
Von 1946 bis zu seinem Tod am 29. März 1947 war er Mitglied des Kreistages des Landkreises Bonn und vom 13. Oktober 1946 bis zum 29. März 1947 Landrat des Landkreises Bonn.